# GSh-6-23

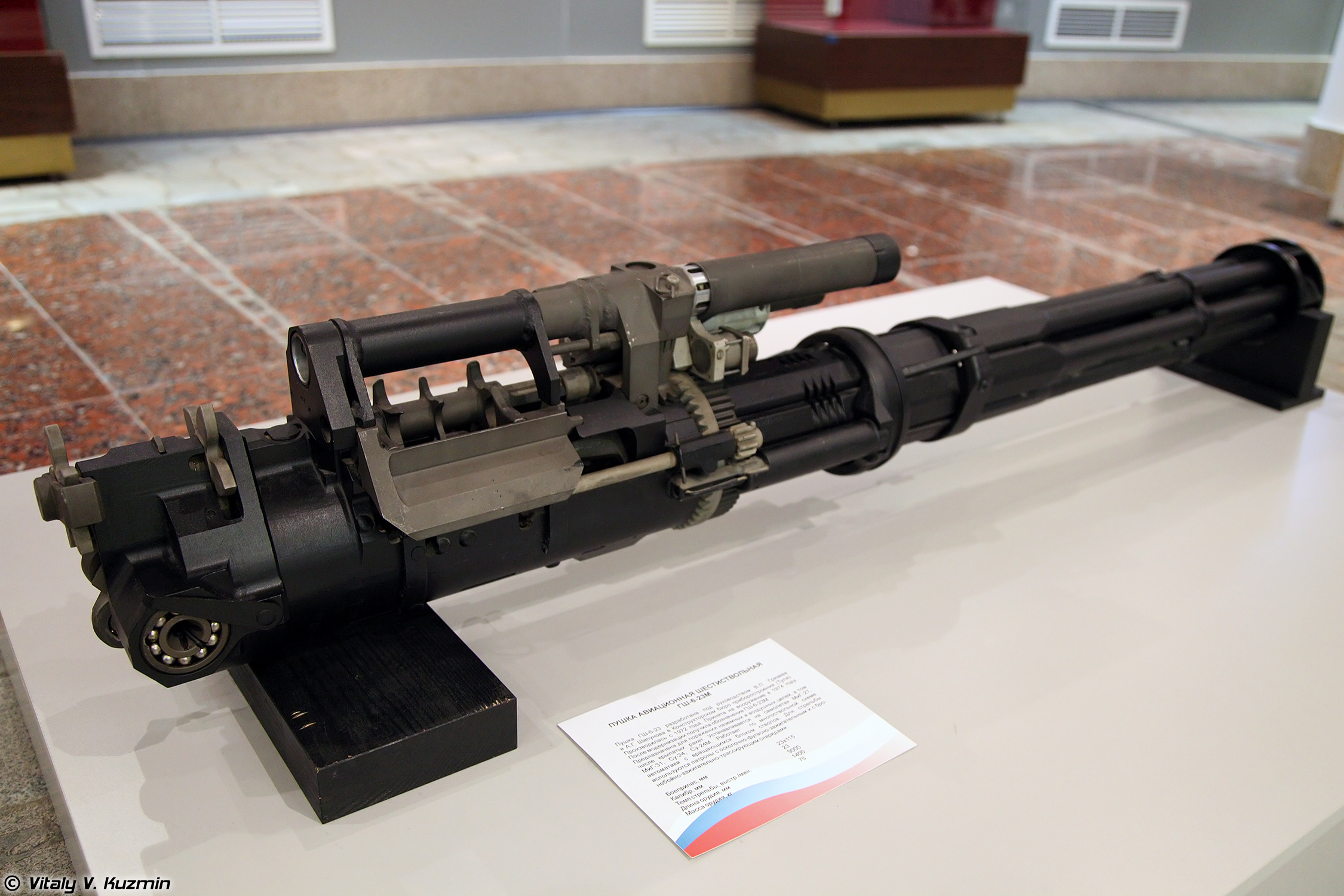
GSh-6-23 기관총

GSh-6-23은 소련 전투기가 사용하는 6열 23 mm 개틀링 기관포다.
전기 등을 사용하는 미국의 개틀링포와 달리 가스 작동식이다. 23x115 러시아 AM-23 탄환을 사용한다.
연사속도가 빠르다. 미그-31은 260발을 탑재하는, 2초 이내에 모두 발사된다. 최대 800발까지 탑재할 수 있다.

## 같이 보기
- GAU-8 어벤저
- GSh-23
- GSh-6-30
- M61 벌컨
- M134